# Porta Vescovo
Porta Vescovo è un accesso situato lungo le mura magistrali di Verona, sulla sinistra dell'Adige.

## Storia

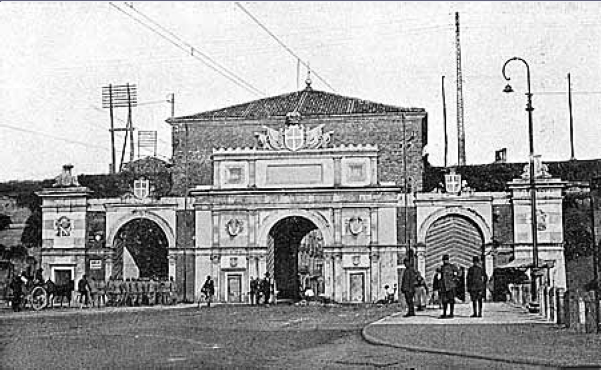
Porta Vescovo fotografata dalla campagna verso fine '800

La prima fase costruttiva vide l'edificazione della cinta turrita scaligera, commissionata da Alberto della Scala e realizzata tra 1287 e 1289, che previde anche la realizzazione della "prima" porta Vescovo. Nel Cinquecento vi furono i lavori di ristrutturazione delle mura, nell'ambito del rafforzamento da parte della Repubblica di Venezia delle fortificazioni di Verona, che aveva l'obiettivo di renderle più adatte all'introduzione della polvere da sparo; fu così che nel 1520 venne realizzata una nuova porta d'accesso al posto della precedente, su progetto tradizionalmente attribuito a Giovanni Maria Falconetto, oltre che rafforzata la cortina muraria in direzione della rondella di Santa Toscana. La struttura subì infine alcune trasformazioni nel corso dell'Ottocento, ad opera dell'Imperiale Regio Ufficio delle Fortificazioni di Verona: tra 1840 e 1850 venne ampliata mentre tra 1862 e 1863 venne più pesantemente trasformata su progetto di Anton Naredi Reiner.
Non si conosce con certezza l'origine del nome della porta: secondo alcuni potrebbe riferirsi al fatto che il Vescovo di Verona, in età comunale, poteva vantare alcuni diritti sui dazi delle merci che entravano in città transitando da questo accesso; secondo altri studiosi potrebbe invece derivare dal fatto che durante il governo della Repubblica Veneta, i vescovi provenienti da Venezia attraversavano questa porta.
La porta diede il nome alla prima stazione ferroviaria cittadina, quella di Verona Porta Vescovo, aperta nel 1847 nelle immediate vicinanze.

## Descrizione
La pianta cinquecentesca dell'edificio era quadrata, con un grande androne nel quale si immetteva il passaggio carraio centrale e i passaggi pedonali laterali, corrispondente pertanto alla porzione centrale della struttura attuale. L'edificio si eleva su un solo piano, con attico e copertura a tetto. Il prospetto verso campagna riprende lo schema compositivo classico dell'arco trionfale, con l'arco maggiore centrale e due piccoli portali architravati laterali, che corrispondono al prospetto cinquecentesco, a cui sono stati aggiunti nel corso dell'Ottocento gli altri due grandi archi laterali. La porta originaria è interamente rivestita da elementi di pietra bianca levigata, di ordine dorico, con fregi e altri elementi ornamentali.

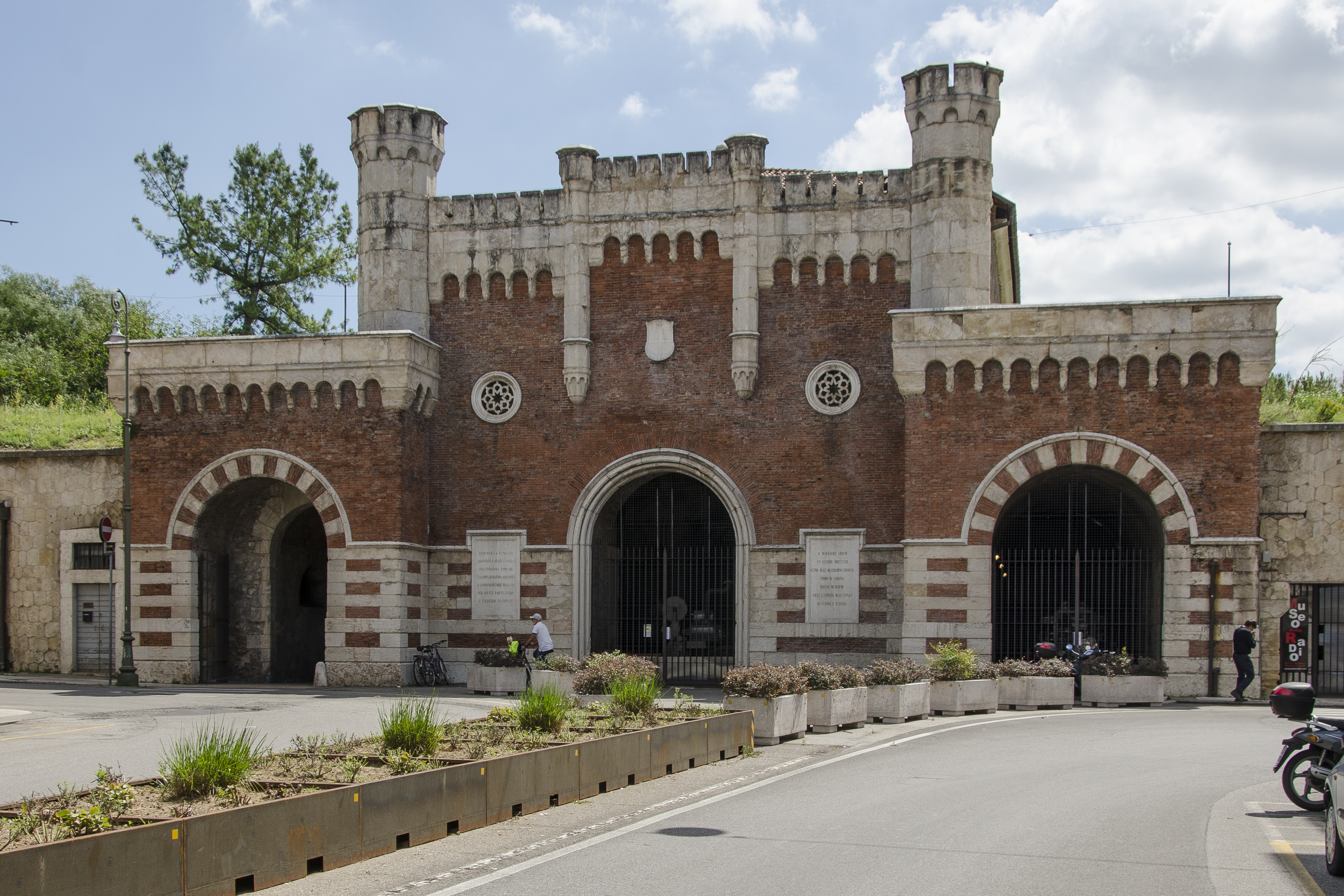
Porta Vescovo, lato città

Gli ampliamenti e le trasformazioni ottocentesche hanno cambiato quindi la composizione della planimetria e delle facciate: in un primo momento due corpi simmetrici a un solo piano, visibili dal lato della città e che corrispondono al corpo di guardia e alla polveriera, sono stati inseriti durante il primo intervento di sistemazione, tra il 1840 e il 1850; in una fase successiva, invece, vi fu l'apertura dei nuovi passaggi carrabili e la sistemazione dell'ufficio della finanza e del corpo di guardia, interventi che riconfigurarono l'originale porta rinascimentale all'interno di un edificio di dimensioni decisamente maggiori. Nel fronte verso campagna la facciata rinascimentale è conservata nella sua integrità, e l'unità figurativa mantenuta con la replica del fornice centrale sui due lati in simmetria, con le torrette conclusive neoclassiche. Nel prospetto verso città l’immagine cinquecentesca è stata invece annullata, sostituita da un'architettura di tufo e laterizio in stile neomedievale (detto Rundbogenstil), con archetti pensili e torrette poligonali merlate.
Sulla facciata interna della struttura vi è una lapide che ricorda come, il 16 ottobre 1866, le truppe italiane entrarono a Verona da questa porta.